# Nowa Wieś (gmina Wielgie)
Nowa Wieś – wieś w Polsce położona w województwie kujawsko-pomorskim, w powiecie lipnowskim, w gminie Wielgie.

## Podział administracyjny
W latach 1975–1998 miejscowość należała administracyjnie do województwa włocławskiego.

## Demografia
Według Narodowego Spisu Powszechnego (III 2011 r.) liczyła 628 mieszkańców. Jest drugą co do wielkości miejscowością gminy Wielgie.

## Zabytki
Według rejestru zabytków NID na listę zabytków wpisany jest zespół dworski, nr rej.: 349/A z 29.06.1994:
- drewniany dwór z roku 1848, przełom XIX/XX w., lata 1996-1997
- spichrz, 1. połowa XIX w.
- park, przełom XIX/XX w.